# Indriði Einarsson
Indriði Einarsson (ur. 1851, zm. 1939) – islandzki poeta, autor popularnych dramatów, opartych głównie na tle islandzkich podań: Noc noworoczna (1872, przekład niem. P. Herrmanna 1910), Hellismennirnir (Ludzie jaskiniowi), Dansinn i Hruna (1921). Z wykształcenia był ekonomistą, dramatopisarstwo traktował jako hobby.